# Robert Seppings
Robert Seppings (11 décembre 1767 - 25 avril 1840) est un architecte naval anglais. Ses expériences avec les fermes diagonales dans la construction de navires conduisent à sa nomination comme arpenteur de la marine en 1813, poste qu'il occupe jusqu'en 1835.

## Biographie
Seppings est né de Robert et Lydia Seppings à Fakenham, Norfolk, le 11 décembre 1767 et baptisé trois jours plus tard. En 1782, il est apprenti à Plymouth Dock. En 1800, alors qu'il est assistant de maître constructeur au chantier naval, il invente un dispositif qui réduit considérablement le temps nécessaire pour réparer les parties inférieures des navires en cale sèche par rapport au processus laborieux de levage en vogue. Son plan est de faire reposer la quille du navire sur une série de supports placés sur le plancher du quai et chacun composé de trois parties - deux cales étant disposées une de chaque côté de la quille à angle droit par rapport à celle-ci, avec leur extrémité mince ensemble, tandis que le troisième est un coin vertical s'insérant et soutenu par la paire inférieure. Le résultat est qu'il est devenu possible en un temps relativement court de retirer ces structures de support en abattant les cales latérales, lorsque les ouvriers ont eu libre accès à l'ensemble de la quille, le navire reste alors suspendu par les rives. Bientôt, sa création est connue sous le nom de « Seppings Blocks ». Pour cette invention, Seppings reçoit 1000 £ de l'Amirauté et, en 1804, est promu maître de chantier à Chatham.
À Chatham, malgré la répugnance à l'innovation affichée par les autorités navales de cette époque, il peut introduire d'importantes innovations dans les méthodes de construction navale. Cité comme disant « la force partielle produit une faiblesse générale », il améliore considérablement la force et la navigabilité de la flotte de la marine. Il améliore la conception de la proue et de la poupe, mais sa plus grande influence sur la conception du navire est l'introduction de «pièces de renfort diagonaux» dans la construction de la coque. Il expérimente l'idée pour la première fois en 1800 lorsqu'il modernise la frégate HMS Glenmore avec les fermes. La méthode est introduite pour la première fois sur un navire de ligne en 1805 avec le réaménagement du HMS Kent.
L'utilisation des poutres diagonales augmente considérablement la rigidité de la coque, améliorant la navigabilité du navire et, plus important encore, permettant de construire des coques plus longues sans l'inconvénient d'une obstruction excessive (affaissement de la coque à la proue et à la poupe, là où la flottabilité est au plus bas). Cela signifie que le gréement a de meilleurs points d'ancrage pour supporter la force des vents de travers violents, tandis que le «travail» de la coque est réduit. Le travail est le terme utilisé pour le résultat des forces de cisaillement le long de la coque dans une mer agitée ouvrant et fermant les joints entre les planches de coque. Cela rend le calfeutrage Oakum entre les planches inefficace, conduisant ainsi à des fuites problématiques.
Les semis jouent également un rôle déterminant, avec d'autres innovateurs, dans l'introduction d'éléments en fer dans la construction navale, réduisant ainsi le besoin de "bois cultivés", qui étaient de plus en plus rares (les bois cultivés sont des éléments structurels, tels que les "genoux", qui nécessite du bois cultivé prêt à former dans l'arbre vivant, afin de donner la force requise).
Ces conceptions plus solides offrent une meilleure protection que les anciennes formes aux équipages contre le feu de l'ennemi, elles permettent d'installer un armement puissant et permettent mieux de maintenir les navires en poste par mauvais temps, car le navire est plus capable de résister aux contraintes qui réduisent par conséquent l'usure de la coque et les fuites et dégâts d'eau salée qui en découlent (particulièrement insidieux et dangereux pour un navire où le bois et le fer sont en contact).
Seppings est nommé arpenteur conjoint de la marine aux côtés de Joseph Tucker en 1813 et occupe ce poste jusqu'à sa retraite en 1832.
Seppings reçoit un titre de chevalier en 1819. Il meurt à Taunton le 25 avril 1840.